# Еврианакт
Еврианакт (др.-греч. Εὐρυάναξ, V век до н. э.) — знатный спартанец из царского рода Агиадов, товарищ Павсания.

## Биография
Еврианакт был сыном Дориея, который не смог занять престол после смерти своего отца Анаксандрида II и покинул Спарту.
Еврианакт был товарищем Павсания, когда того назначили предводительствовать спартанской армией незадолго до битвы при Платеях, произошедшей в 479 году до н. э. До начала решительного сражения греки, испытывавшие нужду в воде и продовольствии, решили сменить свою диспозицию. Однако начальник одного из спартанских отрядов Амомфарет отказался покидать место, заявив, что не станет бежать от варваров и не опозорит Спарту. Еврианакт вместе с Павсанием пытался уговорить Амомфарета не подвергать себя и своих людей опасности.